# 心内膜
心内膜（英語：endocardium）是覆盖于心腔表面的光滑薄膜，即心壁的最内层，由内皮和内皮下层构成。心内膜的内皮与大血管内皮相连续，心内膜的内皮下层则以结缔组织为主，位于基膜外。心瓣膜则由心内膜折叠并夹一层致密结缔组织而构成。
心内膜细胞在胚胎学与生物学观点上与血管的內皮細胞极为相似，心内膜还为瓣膜和心腔提供保护。

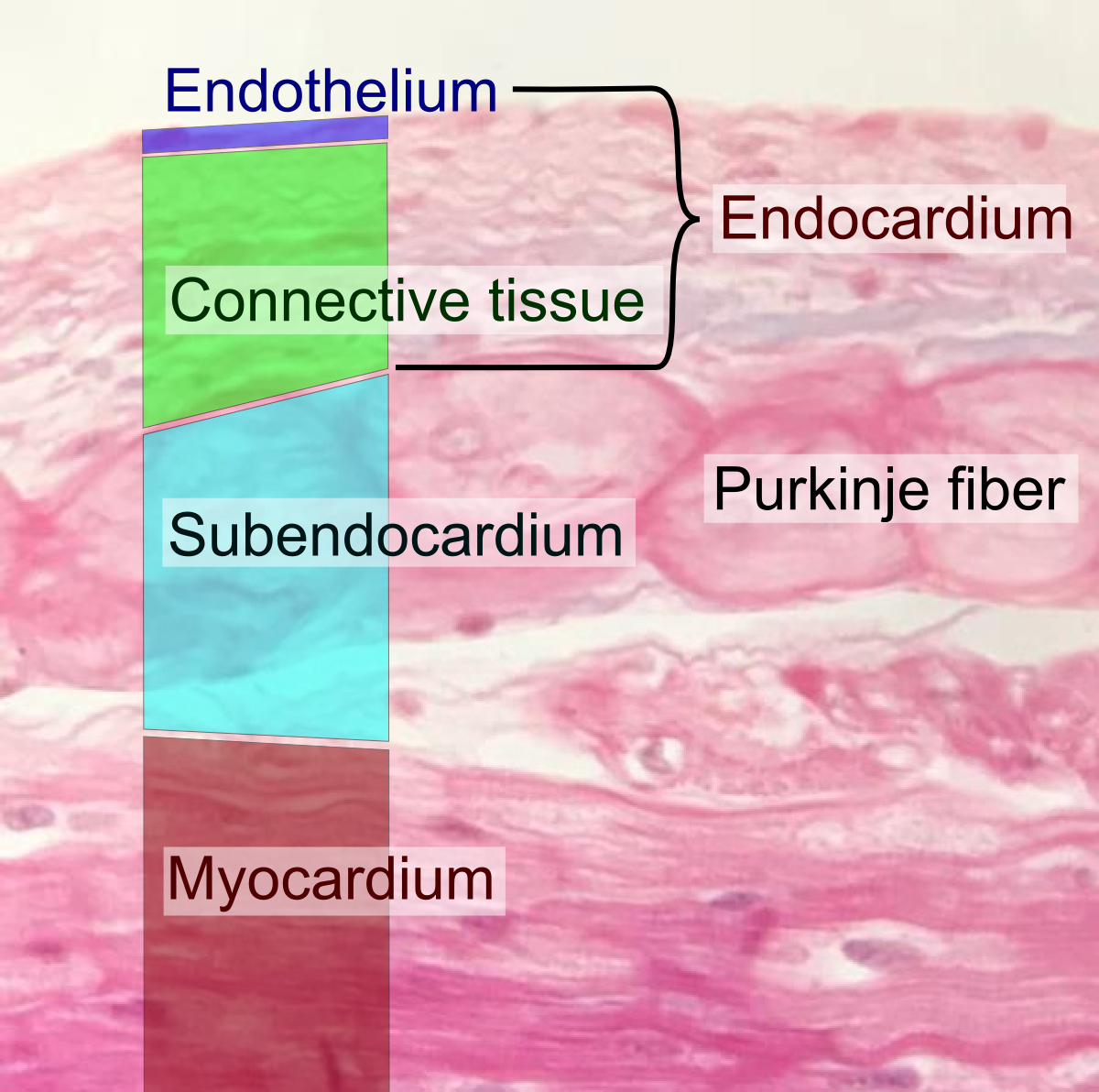
心内膜和心内膜下组织学，后者内有浦肯野纤维。